# Gauliga Schlesien 1934/35

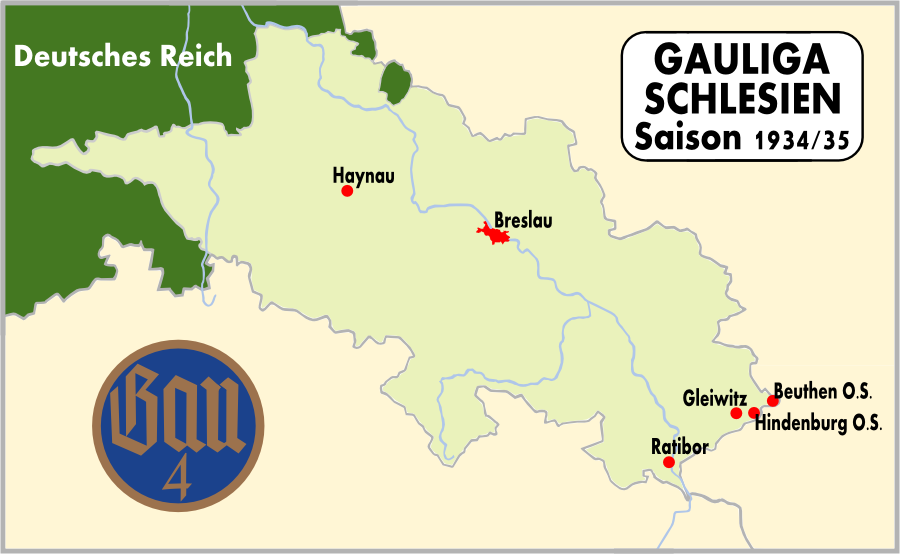
Spielorte der Gauliga Schlesien 1934/35.

Die Gauliga Schlesien 1934/35 war die zweite Spielzeit der Gauliga Schlesien im Fußball. Die Meisterschaft sicherte sich der SpVgg Vorwärts Rasensport Gleiwitz mit einem Punkt Vorsprung auf den SC Vorwärts 1910 Breslau. Der SpVgg Vorwärts Rasensport Gleiwitz qualifizierte sich für die Endrunde um die deutsche Meisterschaft und schied dort bereits nach der Gruppenphase aus. Die Abstiegsränge belegten die SC Hertha 1915 Breslau und SC Schlesien Haynau. Aus den Bezirksligen stiegen VfB 1910 Gleiwitz und VfB 98 Breslau auf.

## Abschlusstabelle
| Pl. | Verein                             | Sp. | S  | U | N  | Tore    | Quote | Punkte |
| --- | ---------------------------------- | --- | -- | - | -- | ------- | ----- | ------ |
| 1.  | SpVgg Vorwärts-Rasensport Gleiwitz | 18  | 11 | 4 | 3  | 048:140 | 3,43  | 26:10  |
| 2.  | SC Vorwärts Breslau                | 18  | 11 | 3 | 4  | 042:290 | 1,45  | 25:11  |
| 3.  | Beuthener SuSV 09 (M)              | 18  | 10 | 3 | 5  | 057:320 | 1,78  | 23:13  |
| 4.  | SpVgg Ratibor 03                   | 18  | 7  | 4 | 7  | 043:360 | 1,19  | 18:18  |
| 5.  | SpVgg Deichsel Hindenburg (N)      | 18  | 7  | 3 | 8  | 034:320 | 1,06  | 17:19  |
| 6.  | Breslauer FV 06                    | 18  | 7  | 3 | 8  | 036:440 | 0,82  | 17:19  |
| 7.  | Breslauer SpVg 02                  | 18  | 5  | 6 | 7  | 022:310 | 0,71  | 16:20  |
| 8.  | SC Preußen Hindenburg              | 18  | 6  | 3 | 9  | 027:430 | 0,63  | 15:21  |
| 9.  | SC Hertha Breslau                  | 18  | 6  | 2 | 10 | 032:400 | 0,80  | 14:22  |
| 10. | SC Schlesien Haynau (N)            | 18  | 4  | 1 | 13 | 026:660 | 0,39  | 09:27  |

| (M) | Titelverteidiger               |
| (N) | Aufsteiger aus der Bezirksliga |

## Kreuztabelle
Die Kreuztabelle stellt die Ergebnisse aller Spiele dieser Saison dar. Die Heimmannschaft ist in der linken Spalte, die Gastmannschaft in der oberen Zeile aufgelistet.
| 1934/35                            | SpVgg Vorwärts-Rasensport Gleiwitz | SC Vorwärts Breslau | Beuthener SuSV 09 | SpVgg Ratibor 03 | SpVgg Deichsel Hindenburg | Breslauer FV 06 | Breslauer SpVg 02 | SC Preußen Hindenburg | SC Hertha Breslau | SC Schlesien Haynau |
| ---------------------------------- | ---------------------------------- | ------------------- | ----------------- | ---------------- | ------------------------- | --------------- | ----------------- | --------------------- | ----------------- | ------------------- |
| SpVgg Vorwärts-Rasensport Gleiwitz |                                    | 0:1                 | 3:4               | 2:0              | 3:0                       | 3:1             | 2:0               | 7:1                   | 3:0               | 8:1                 |
| SC Vorwärts Breslau                | 0:0                                |                     | 1:1               | 2:1              | 5:3                       | 2:1             | 2:0               | 3:2                   | 0:2               | 7:1                 |
| Beuthener SuSV 09                  | 1:2                                | 4:2                 |                   | 7:2              | 2:0                       | 4:1             | 1:1               | 7:0                   | 4:5               | 8:0                 |
| SpVgg Ratibor 03                   | 1:1                                | 6:4                 | 2:1               |                  | 0:2                       | 5:0             | 4:1               | 4:2                   | 6:3               | 6:1                 |
| SpVgg Deichsel Hindenburg          | 1:4                                | 2:0                 | 0:1               | 1:1              |                           | 1:1             | 3:0               | 3:2                   | 1:1               | 7:2                 |
| Breslauer FV 06                    | 0:6                                | 1:3                 | 3:3               | 2:1              | 3:1                       |                 | 2:0               | 2:3                   | 2:1               | 4:2                 |
| Breslauer SpVg 02                  | 0:0                                | 2:2                 | 2:0               | 2:0              | 1:3                       | 4:4             |                   | 1:1                   | 2:1               | 2:4                 |
| SC Preußen Hindenburg              | 0:2                                | 0:1                 | 5:2               | 1:1              | 3:2                       | 3:2             | 1:1               |                       | 1:0               | 0:3                 |
| SC Hertha Breslau                  | 2:2                                | 1:2                 | 2:3               | 3:2              | 2:1                       | 1:5             | 0:1               | 2:1                   |                   | 3:0                 |
| SC Schlesien Haynau                | 1:0                                | 2:5                 | 1:4               | 1:1              | 1:3                       | 1:2             | 1:2               | 0:1                   | 4:3               |                     |

## Aufstiegsrunde
Qualifiziert für die Aufstiegsrunde waren die Meister der drei Bezirksligen Nieder-, Mittel- und Oberschlesien. Diese traten dann im Rundenturnier mit Hin- und Rückspiel gegeneinander an. Die zwei besten Mannschaften stiegen auf.

### Abschlusstabelle
| Pl. | Verein                                                | Sp. | S | U | N | Tore    | Quote | Punkte |
| --- | ----------------------------------------------------- | --- | - | - | - | ------- | ----- | ------ |
| 1.  | VfB Breslau (Meister Bezirksliga Mittelschlesien)     | 4   | 3 | 0 | 1 | 014:100 | 1,40  | 06:20  |
| 2.  | VfB 1910 Gleiwitz (Meister Bezirksliga Oberschlesien) | 4   | 2 | 0 | 2 | 011:900 | 1,22  | 04:40  |
| 3.  | MSV Glogau (Meister Bezirksliga Niederschlesien)      | 4   | 1 | 0 | 3 | 008:140 | 0,57  | 02:60  |

### Kreuztabelle
| 1934/35           | VfB Breslau | VfB 1910 Gleiwitz | MSV Glogau |
| ----------------- | ----------- | ----------------- | ---------- |
| VfB Breslau       |             | 2:5               | 3:1        |
| VfB 1910 Gleiwitz | 1:3         |                   | 5:3        |
| MSV Glogau        | 3:6         | 1:0               |            |